# Fuerte de Victoria Grande
El Fuerte de Victoria Grande es una fortificación histórica situada en la ciudad autónoma española de Melilla, en la costa norteafricana. Construido en el siglo XVIII como parte del sistema defensivo de la ciudad, este fuerte forma parte del denominado Cuarto Recinto Fortificado, integrado a su vez en el conjunto de los Fuerte de las Victorias de Melilla La Vieja, un conjunto monumental declarado Bien de Interés Cultural. A lo largo de su historia, el fuerte ha desempeñado diversas funciones, desde bastión militar hasta prisión, y actualmente es un espacio cultural y turístico abierto al público.

## Historia
El Fuerte de Victoria Grande fue construido entre 1735 y 1736 bajo la dirección del ingeniero militar Juan Martín Zermeño, con el objetivo de reforzar la defensa de Melilla frente a posibles ataques, especialmente desde la estratégica Altura del Cubo, desde donde los enemigos podían emplazar artillería contra la ciudad.
Durante el sitio de Melilla de 1774-1775, el fuerte jugó un papel fundamental en la defensa de la ciudad. Desde sus galerías subterráneas se llevaron a cabo maniobras de contraminado para neutralizar los túneles que los sitiadores excavaban con el fin de volar las murallas.
En 1778, se acometieron obras de mejora que incluyeron la reforma de los muros, la renovación del cordón, y la reconstrucción de las garitas, banquetas y guardacabezas, lo que consolidó aún más su papel estratégico.
A lo largo del siglo XIX, el fuerte comenzó a usarse como centro de reclusión. Durante el decenio absolutista, estuvieron confinados en él los políticos liberales José María Calatrava y Francisco Sánchez Barbero, por su participación en la redacción de la Constitución de Cádiz de 1812.
El fuerte también tuvo relevancia militar activa durante el siglo XIX. En junio de 1862, se dispararon desde su emplazamiento conocido como El Caminante —una cañonera situada en el ángulo saliente que mira a la Luneta de San Antonio— balas dirigidas a la cortina que hoy mira hacia el actual Parador de Turismo Don Pedro de Estopiñán.
En 1919, el fuerte fue reconvertido oficialmente en prisión civil, y en 1936, durante la guerra civil española, pasó a ser una cárcel de mujeres. Entre sus reclusos destacados se encuentran el general Manuel Romerales Quintero y Carlota O'Neill, escritora y periodista, viuda del capitán Virgilio Leret. En su libro Una mujer en la guerra de España, O'Neill describe las duras condiciones del encierro en Victoria Grande y denuncia los abusos y violaciones sufridos por muchas mujeres encarceladas por su vinculación con partidos y organizaciones republicanas.
Con la inauguración del Centro Penitenciario de Melilla en 1996, el fuerte quedó abandonado durante varios años. Finalmente, el 17 de octubre de 2013, concluyeron los trabajos de rehabilitación, que incluyeron la eliminación de estructuras añadidas en épocas posteriores. El 30 de marzo de 2015, el fuerte fue reabierto al público como espacio cultural y patrimonial, integrándose plenamente en la oferta turística de Melilla La Vieja.

## Arquitectura

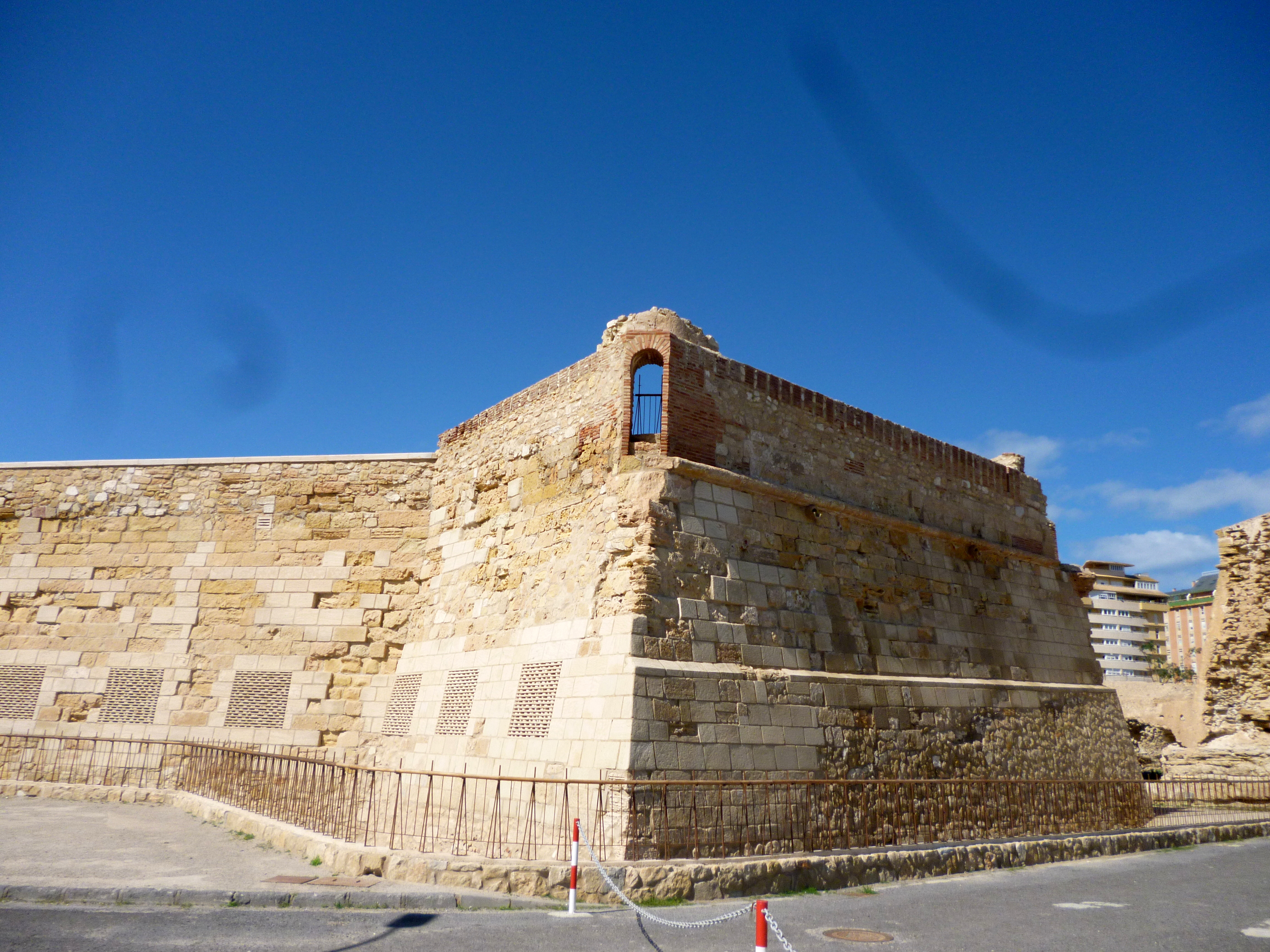

El fuerte está construido principalmente con piedra extraída de la zona para sus muros, mientras que para la elaboración de arcos y bóvedas se utilizó ladrillo macizo, técnicas habituales en la ingeniería militar del siglo XVIII. Su planta tiene forma septagonal, característica que ofrecía ventajas defensivas al reducir los ángulos muertos y permitir una mejor cobertura de los flancos. La entrada principal se encuentra en el lado oriental y está formada por una puerta de piedra de sillería que da acceso a un pasillo flanqueado por bóvedas a ambos lados, que conduce a un patio central de forma triangular.

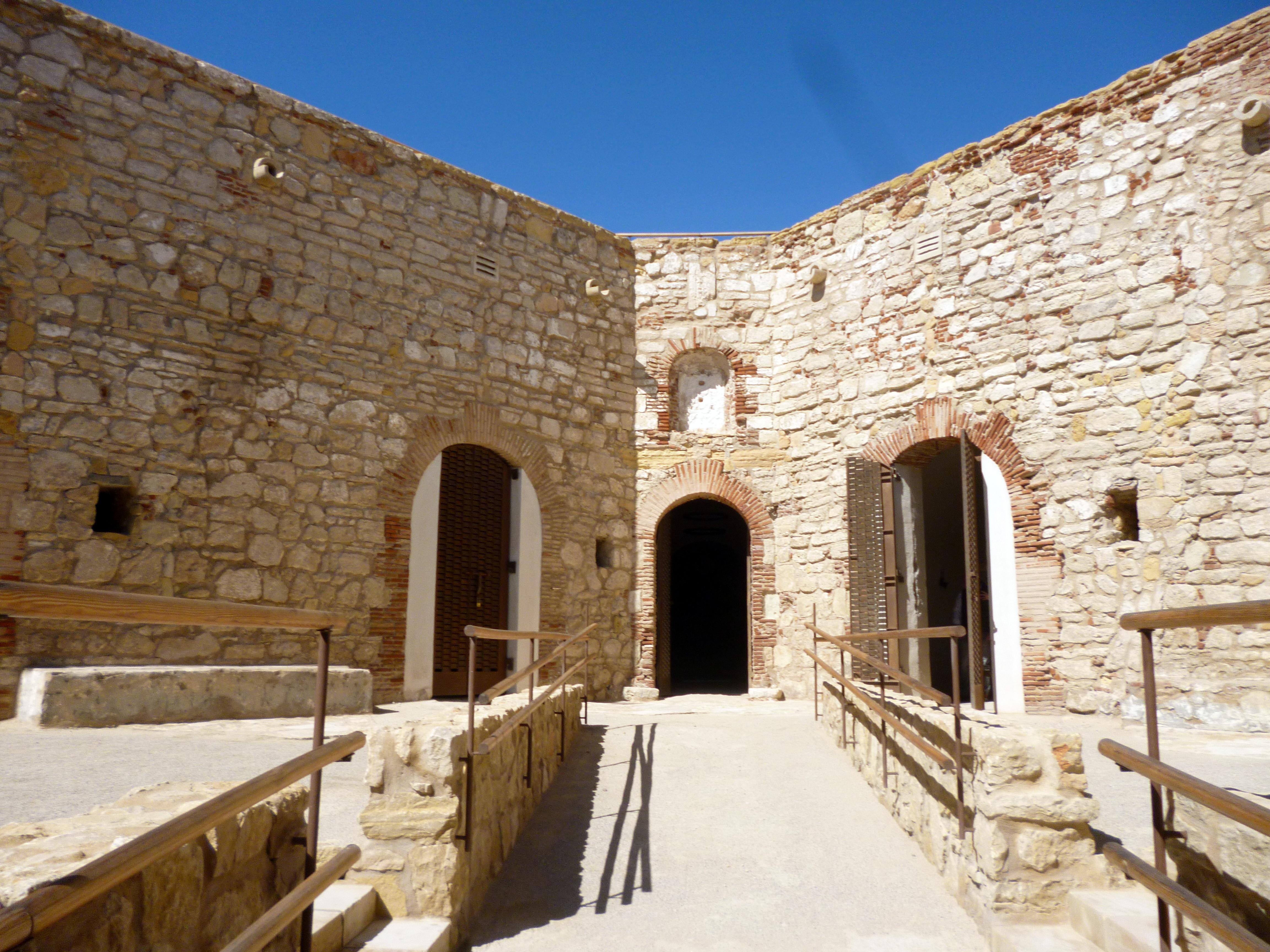

En torno al patio, en cada uno de sus lados, se disponen tres bóvedas, así como un polvorín y una capilla ubicados en los ángulos del espacio. Sobre estas estancias se encuentra una plataforma superior, accesible por dos escaleras gemelas situadas en el lado oriental, desde donde se podía vigilar y disparar.
Una de las características más destacadas del fuerte es su red de galerías subterráneas, con aproximadamente 130 metros de longitud, que comunican el recinto con otros puntos estratégicos como el Parque Lobera y las Cuevas del Conventico. Estas galerías fueron diseñadas para permitir movimientos protegidos de tropas y suministros, así como la realización de operaciones militares en tiempos de asedio.

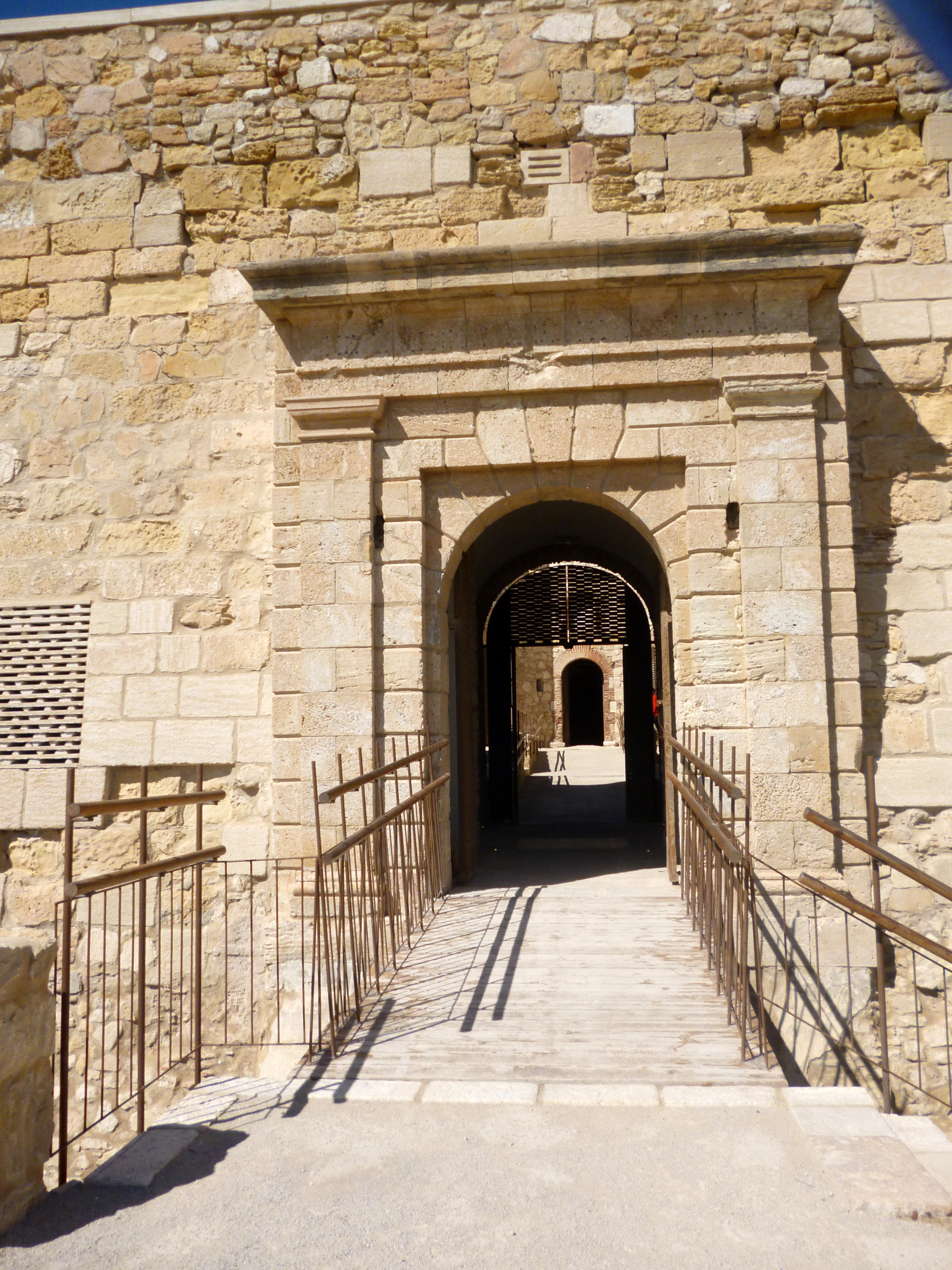

La rehabilitación realizada entre 2013 y 2015 consistió en la consolidación de la estructura original, la restauración de elementos arquitectónicos históricos y la eliminación de añadidos posteriores que alteraban la configuración inicial. Estas obras garantizaron la seguridad y accesibilidad del recinto, permitiendo su uso como espacio museístico y cultural.

## Actividades culturales y eventos
El Fuerte de Victoria Grande no solo es un espacio de valor histórico y patrimonial, sino también un centro activo de difusión cultural en Melilla. A lo largo del año, en este recinto se organizan múltiples actividades destinadas tanto a la ciudadanía como a visitantes, que contribuyen a dinamizar y divulgar el legado histórico de la ciudad.

### Visitas guiadas y rutas teatralizadas

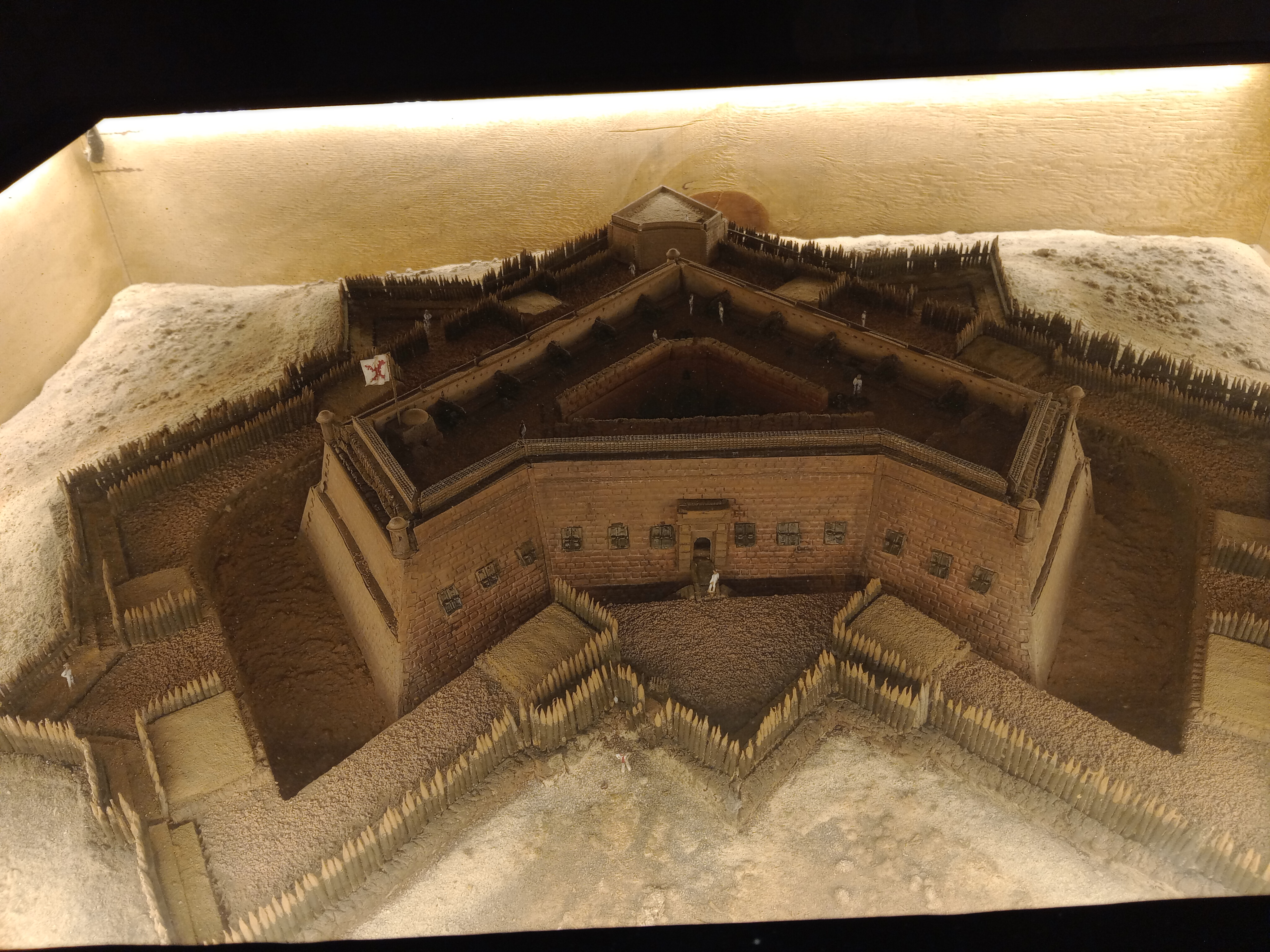

Se realizan visitas guiadas regulares, en ocasiones acompañadas de explicaciones dramatizadas. Durante conmemoraciones históricas, como el 250.º aniversario del Levantamiento del Sitio de Melilla (1774-1775), se han ofrecido rutas teatralizadas bajo títulos como "Descubriendo Melilla La Vieja de la mano del Mariscal Sherlock". Estas actividades permiten una inmersión en la historia local mediante la recreación de episodios clave y la participación del público.

### Exposiciones temporales

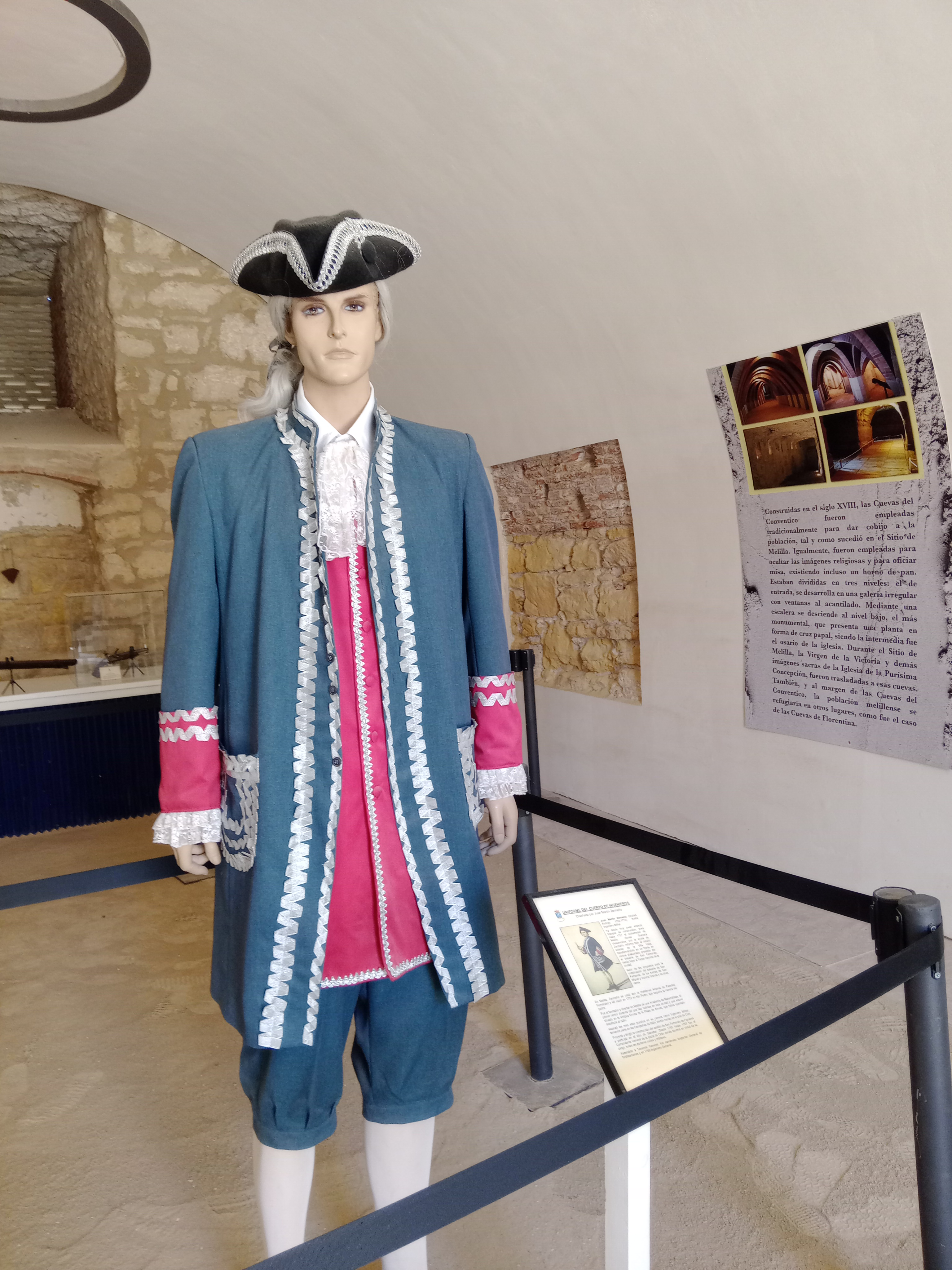

El fuerte acoge con frecuencia exposiciones temporales que abordan temas sociales, históricos o culturales. Algunas muestras destacadas incluyen:
- Mujeres libres y diversas (diciembre de 2023), una exposición fotográfica organizada por el Movimiento por la Paz – MPDL en colaboración con el Instituto de Género de la Universidad Carlos III de Madrid.[29]
- Exposición conmemorativa del Levantamiento del Sitio de 1775, inaugurada en marzo de 2025 y prevista hasta septiembre, que recoge documentos, mapas y artefactos del periodo.[30]

### Festivales culturales
El fuerte también sirve como sede para festivales culturales, como el Iwa Fest, un evento multicultural centrado en el Mediterráneo. En su cuarta edición, prevista para septiembre de 2025, el fuerte acogerá conciertos, exposiciones y actividades abiertas al público.

## Distinciones
- Premio Codega 2015.[32]
- Premio People Choice Award de los City People Light.